# Tetragnatha olindana
Tetragnatha olindana là một loài nhện trong họ Tetragnathidae.
Loài này thuộc chi Tetragnatha. Tetragnatha olindana được miêu tả năm 1880 bởi Karsch.